# XII H2
Паровоз Sächsische XII H2 — пассажирский паровоз строившийся с 1910 по 1927 год на машиностроительном заводе Гартмана (Sächsische Maschinenfabrik) в городе Хемнице.
Заказаны эти паровозы были Королевской Саксонской государственной железной дорогой (нем. Königlich Sächsische Staatseisenbahnen) специально для районов Саксонии с тяжёлым профилем. 159 паровозов были изготовлены к 1922 году.
Паровозы эксплуатировались Deutsche Reichsbahn, а также железными дорогами Франции, куда попали в результате Первой мировой войны по репарациям. В эксплуатации последние паровозы этой серии оставались до 1971 года.
Один из паровозов сохранён в транспортном музее (нем. Verkehrsmuseum Nürnberg) в городе Нюрнберг, другой в Саксонском железнодорожном музее (нем. Sächsisches Eisenbahnmuseum) в городе Хемнице.